# 1727 Mette
1727 Mette (1965 BA) là một tiểu hành tinh bay qua Sao Hỏa được phát hiện ngày 25 tháng 1 năm 1965 bởi A. D. Andrews ở Bloemfontein.